# Transit New Zealand
Transit New Zealand (Māori: Ararau Aotearoa) war ein staatseigenes Unternehmen in Neuseeland mit Sitz in Wellington, dem die Verantwortung für die Nationalstraßen, den New Zealand State Highways oblag.

## Geschichte
Das Unternehmen wurde am 1. Oktober 1989 unter dem Transit New Zealand Act 1989 als Crown Entity gegründet und dem Ministry of Transport (Ministerium für Transportwesen) unterstellt.
Die Transit New Zealand Authority, ein Gremium der Transit New Zealand löste den National Roads Board, der die State Highways kontrollierte, ab. Der National Roads Board wiederum entstand aus dem Main Highways Board, der am 1. April 1924 gegründet wurde. Noch nicht an State Highways denkend, war es aber schon 1924 die Aufgabe des Boards, Planung, Konzeptionierung und Bau eines nationalen Netzwerks von Fernverbindungsstraßen voranzutreiben.
Knapp zwanzig Jahre später wurde Land Transport New Zealand zusammen mit Transit New Zealand in die am 1. August 2008 neu gegründete New Zealand Transport Agency überführt.